# Sara Nussbaum

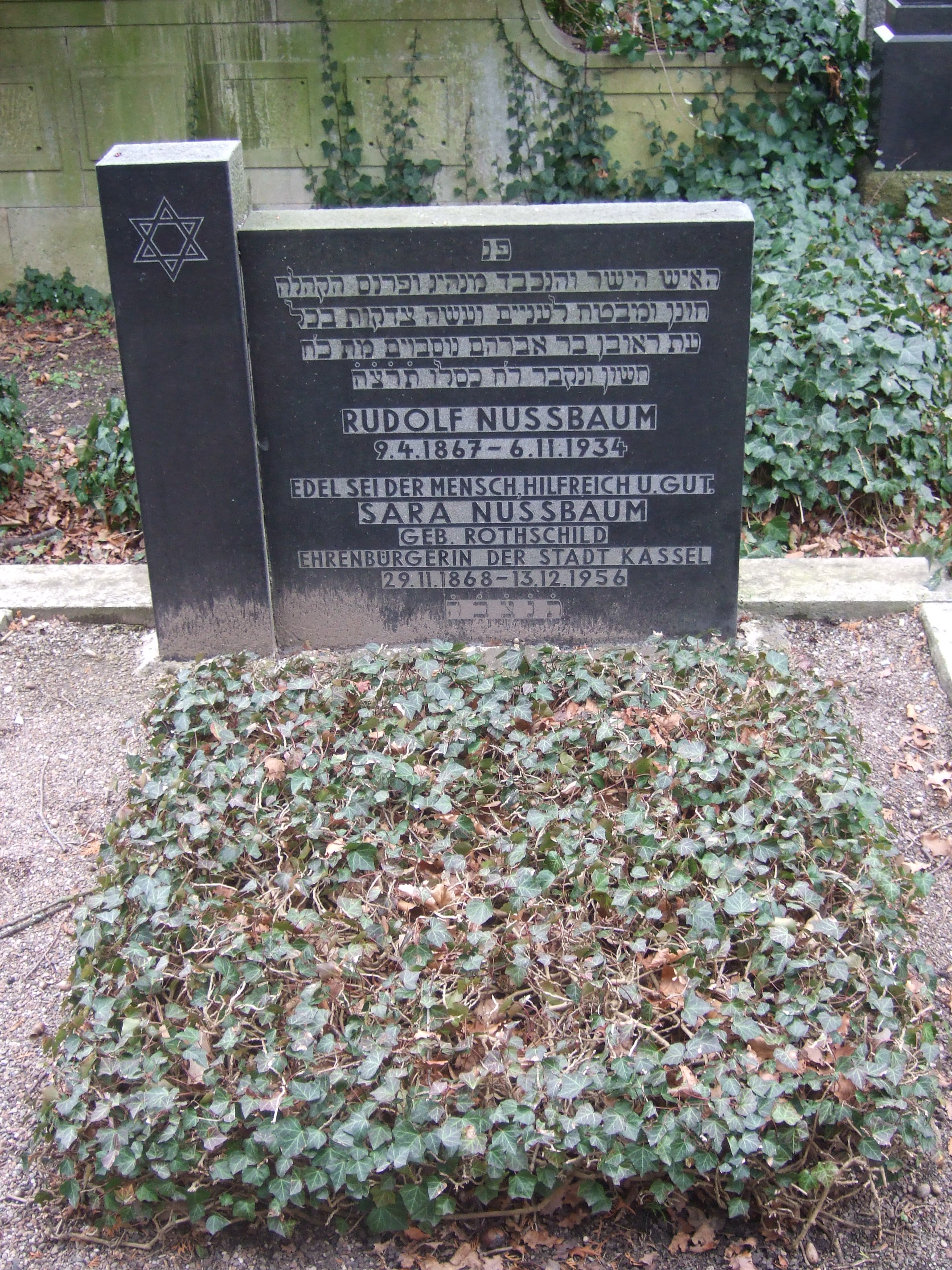
Grab von Sara Nussbaum

Sara Nussbaum (* 29. November 1868 in Merzhausen als Sara Rothschild; † 13. Dezember 1956 in Kassel) war eine deutsche Rot-Kreuz-Schwester und Überlebende des Holocaustes. Im Jahr 1956 wurde sie zur Ehrenbürgerin der Stadt Kassel ernannt und posthum mit einem Ehrengrab geehrt.

## Leben
Sara Nussbaum wurde als Tochter des Lehrers Jeisel Rothschild und seiner Ehefrau Lenchen Jaffa geboren. Am 15. Juli 1891 heiratete sie den Möbelhändler Rudolf Nussbaum, dessen Wohn- und Geschäftshaus sich in der Schäfergasse in Kassel, nahe der großen Synagoge befand. Aus der Ehe gingen ein Sohn (Julius *1892) und zwei Töchter (Sofie *1895 und Caroline *1900) hervor.
Zunächst half sie ihrem Mann im Geschäft und ließ sich zur Krankenschwester ausbilden. Sie arbeitete danach in der Jüdischen Gemeinde Kassel als Krankenschwester. Nach der Machtergreifung der Nationalsozialisten wurde Nussbaum am 28. April 1933 von SA-Männern verhaftet und saß 14 Tage in Haft. Ihr Ehemann, der sich dagegen zur Wehr setzte, wurde dabei am Kopf schwer verletzt und starb im November 1934 schließlich an den Folgen dieser Misshandlungen. Die Geschäftsräume ihres Mannes wurden bei dem Übergriff völlig zerstört. Am 2. September 1942 wurde Nussbaum in das Konzentrationslager Theresienstadt deportiert. Sie meldete sich alsbald für die Typhus-Station des Lagers, welche ständig mit 40–50 Patienten belegt war. Des Öfteren verhinderte sie den Transport von Mithäftlingen in das Vernichtungslager Auschwitz dadurch, dass sie diese falsch als Typhus-Kranke deklarierte.
Im Januar 1945 durfte sie, aufgrund einer Vereinbarung zwischen dem Schweizer Bundespräsidenten und dem Reichsführer SS Heinrich Himmler, welche vom Internationalen Roten Kreuz ausgehandelt und organisiert wurde, durch einen Sammeltransport in die Schweiz ausreisen. Nach Kriegsende kehrte sie nach 1946 Kassel zurück und lebte in bescheidenen Verhältnissen, da sie keine Wiedergutmachung erhielt. Am 13. Dezember 1956 verstarb Sara Nussbaum nach kurzer Krankheit, nachdem sie in diesem Jahr zur ersten Ehrenbürgerin der Stadt Kassel ernannt worden war. Sie wurde auf dem jüdischen Friedhof in Kassel-Bettenhausen bestattet. Ihr und ihres Mannes Grab ist eines von nur drei Ehrengräbern der Stadt auf den jüdischen Friedhöfen.
Ein Teilnachlass von Sara Nussbaum ist im Nachlass der Tochter Sofie Reckewell überliefert und in der Stiftung Archiv der deutschen Frauenbewegung in Kassel einzusehen.

## Ehrungen

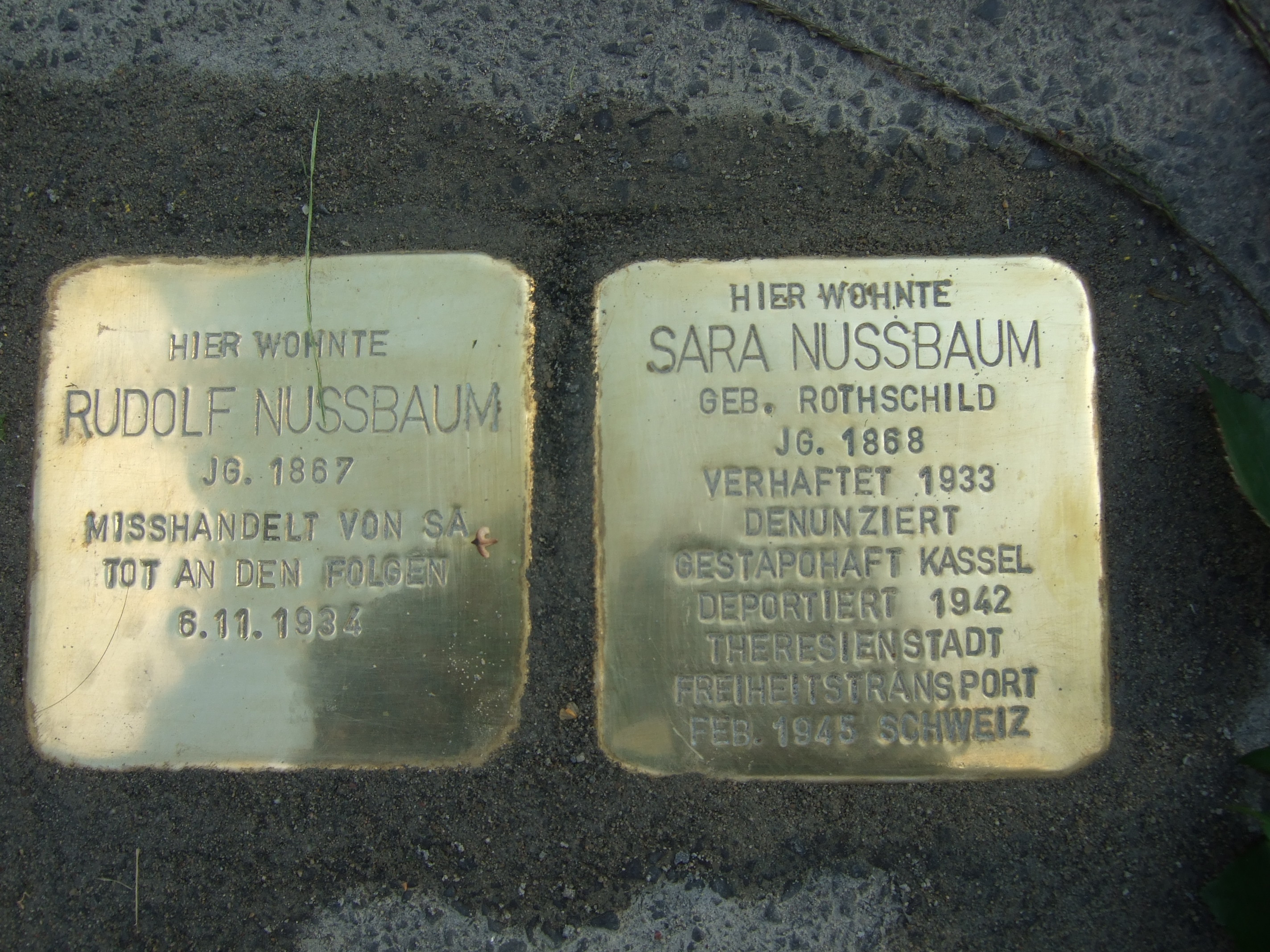
Stolpersteine für Sara und Rudolf Nussbaum

- 19. Juni 1956 – Ehrenbürgerin der Stadt Kassel
- 1961 – Der städtische Kindergarten auf einem Teil des ehemaligen Geländes der Synagoge wurde Sara-Nussbaum-Haus benannt
- Ehrengrab der Stadt Kassel
- Der Sara-Nußbaum-Platz in Kassel wurde nach ihr benannt
- 4. September 2014 – Stolperstein für Sara Nussbaum
- Das neugegründete Jüdisches Museum und Veranstaltungshaus in Kassel wird nach ihr als „Sara Nussbaum Zentrum für Jüdisches Leben“ benannt.[3]
- Am 7. Juli 2021 wurde eine Skulptur der New Yorker Künstlerin Linda Cunningham in Kassel am Platz der 11 Frauen eingeweiht, die auch Sara Nussbaum ehrt.[4]